# Vladimir Mouliavine
Vladimir Mouliavine (en russe : Влади́мир Гео́ргиевич Муля́вин), né le 12 janvier 1941 à Sverdlovsk et mort le 26 janvier 2003 à Moscou, est un chanteur soviétique et biélorusse. Il est leader du groupe Pesniary en 1962- 2002,.

## Biographie
Fils d'un ouvrier d'Ouralmach, Vladimir Mouliavine joue de la guitare depuis l'âge de douze ans.
En 1963, il fut invité à travailler à la Philharmonie d'État biélorusse.
En 1965-1967, il a servi dans les rangs des forces armées de l'URSS près de Minsk. Démobilisé, il retrouve la philharmonie d'État biélorusse, où il travaille pendant un certain temps comme guitariste dans le groupe de Youri Antonov. En 1968, l’ensemble Liavony est créé au sein de la société philharmonique et comprend Vladimir Mouliavine, son frère Valéry Mouliavine, Leonid Tychko, Vladislav Misevitch, Valéry Yachkine, Alexandr Demechko. Leur style musical rock est principalement basé sur le folklore biélorusse. En 1970, le groupe est renommé Pesniary.
En 1991, on lui décerne le titre d'artiste du peuple de l'URSS.
Le 14 mai 2002, près de Minsk, Mouliavine est blessé dans un accident de voiture et reste tétraplégique. Il meurt huit mois plus tard, le 26 janvier 2003 à l'hôpital Bourdenko de Moscou. Il est enterré à Minsk, au cimetière de l'Est.